# Palazzo Ottavio Imperiale
Il palazzo Ottavio Imperiale, anche detto palazzo del Melograno o De Mari-Casareto o , è un edificio storico italiano, sito in piazza Campetto 2, nel centro storico di Genova. È uno dei Palazzi dei Rolli che furono designati, al tempo della Repubblica di Genova, a ospitare gli ospiti di alto rango durante le visite di stato per conto del governo genovese.
Dal 1942 l'edificio è sottoposto a vincolo di tutela da parte della soprintendenza.

## Storia e descrizione
Il palazzo fu costruito dal maestro Jacopo De Aggio tra il 1586 e il 1589 per Ottavio Imperiale, con una spesa di ben 50.000 scudi d'oro. Giulio Pallavicini ricorda l'inizio dei lavori come uno degli avvenimenti più notevoli dell'anno, assieme alla demolizione dell'"isola" che divideva Soziglia da Campetto.
Già prima dell'ultimazione, nel 1588, fu compreso tra i palazzi dei rolli e inserito nel secondo bussolo, mentre in seguito passò stabilmente al primo. Ottavio Sauli lo acquistò ai primi del Seicento e vi si trasferì con il fratello Gio Antonio, lasciando il vecchio palazzo di famiglia di piazza Sauli, anch'esso iscritto nei rolli. Il palazzo è rappresentato nei Palazzi di Genova del Pietro Paolo Rubens con tre tavole ed è indicato quale "Palazzo del sig. Ottavio Sauli".
Ancora indicato come tale alla fine del secolo passò in eredità alla famiglia De Mari e in seguito arricchito internamente da opere di numerosi artisti quali Domenico Piola (Cesare Bacco e Amore con la Galleria dei Pianeti e le Arti), Filippo Parodi (Ercole), Domenico Guidobono (Il Tempo che rapisce la Bellezza); e altri di J. Boni. Queste opere, insieme alla ricca quadreria, verranno ricordate ancora nella guida dell'Anonimo del 1818.
Un ambiente voltato posto tra atrio e cortile, corrispondente per dimensioni a una doppia fila di logge, introduce sulla destra all'ampio scalone che si svolge, privo di affaccio esterno, fino al secondo piano nobile. Dal lato opposto del cortile ben nove erano invece le botteghe affacciate sulla trafficata piazza di Soziglia.
Nel corso del XIX secolo il palazzo passò ai Casareto, ai quali rimase fino al Novecento.
Il palazzo ereditò quindi il suo nome ufficiale, De Mari-Casareto (in realtà Imperiali-Sauli-De Mari-Casareto), ma già nel Settecento era noto anche con un altro appellativo, Palazzo del Melograno.
Ospita un grande magazzino e appartamenti.

## Galleria d'immagini

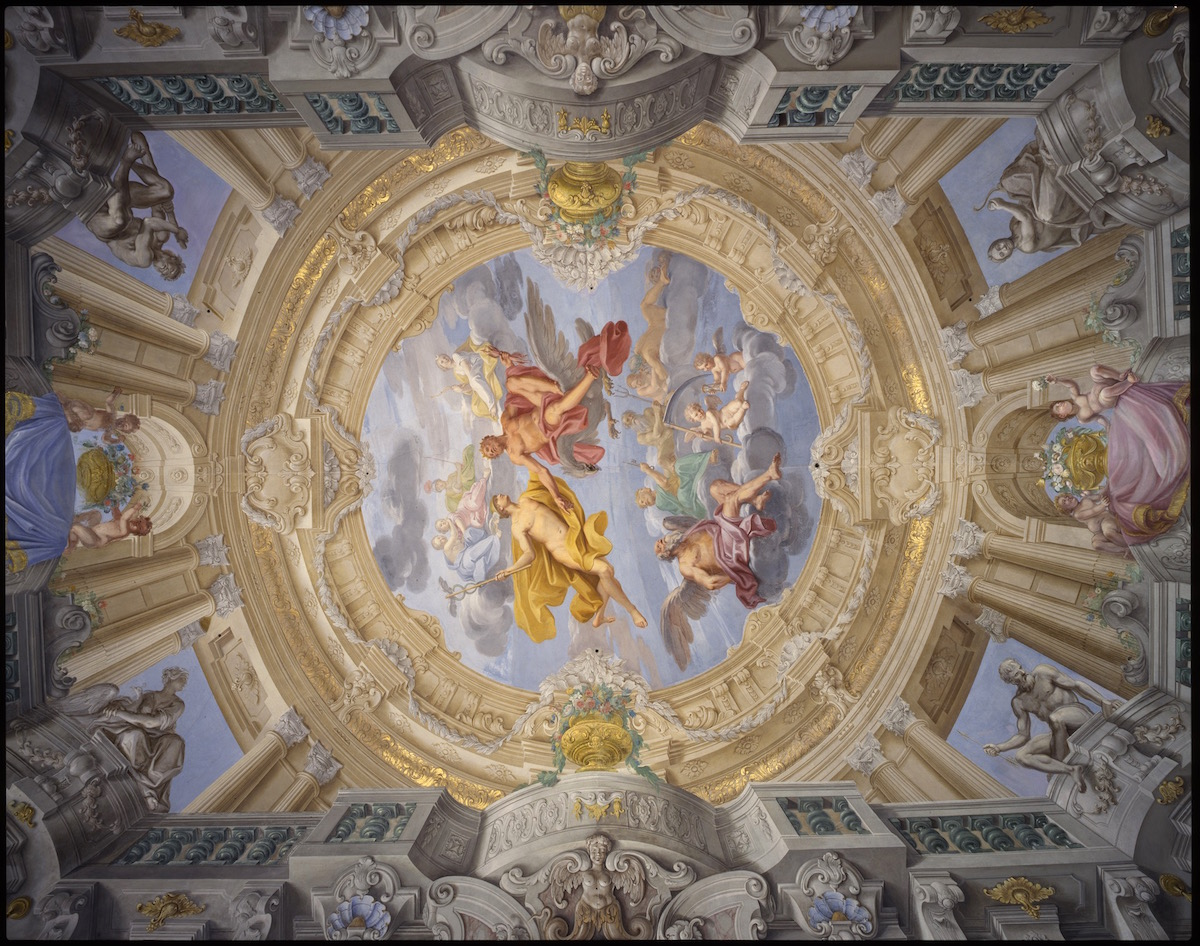
Volta
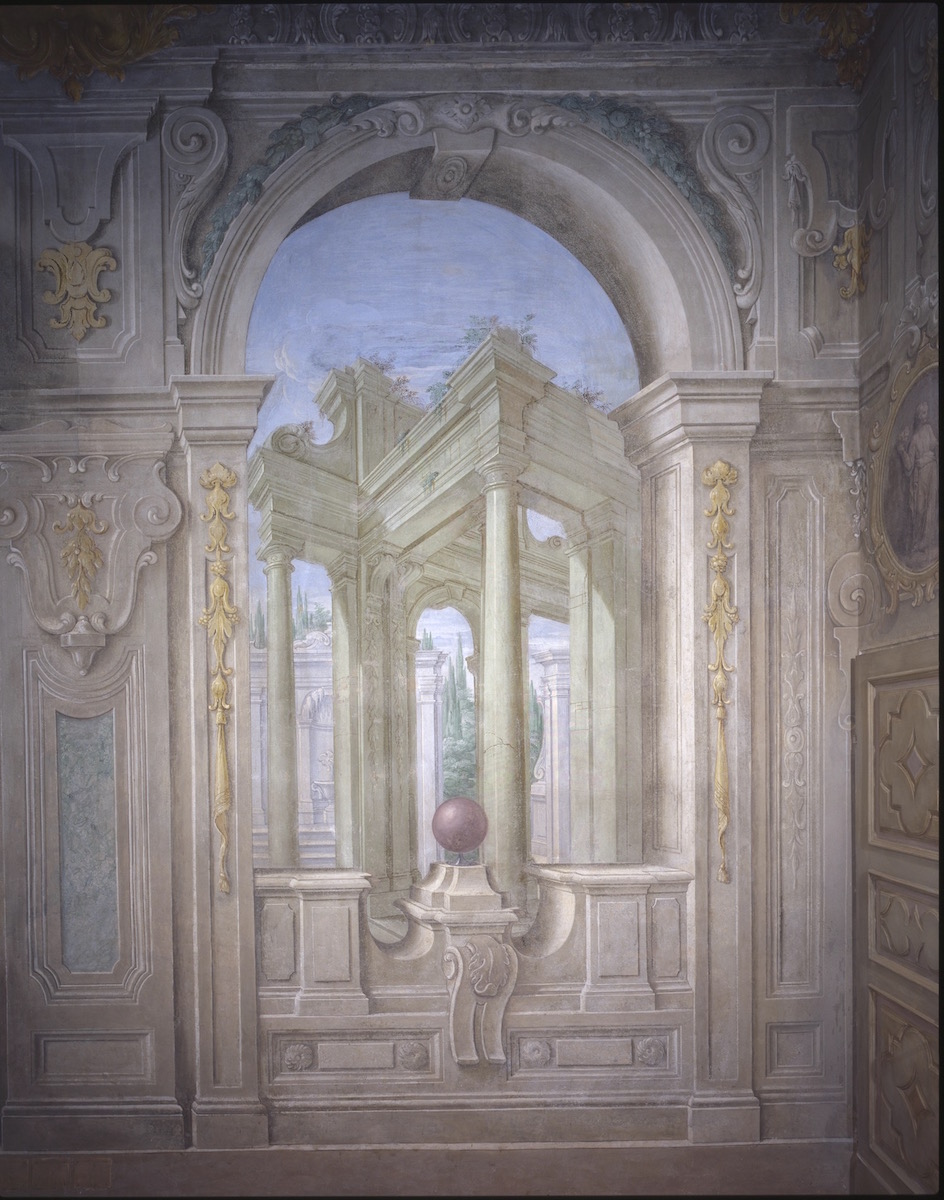
Affresco
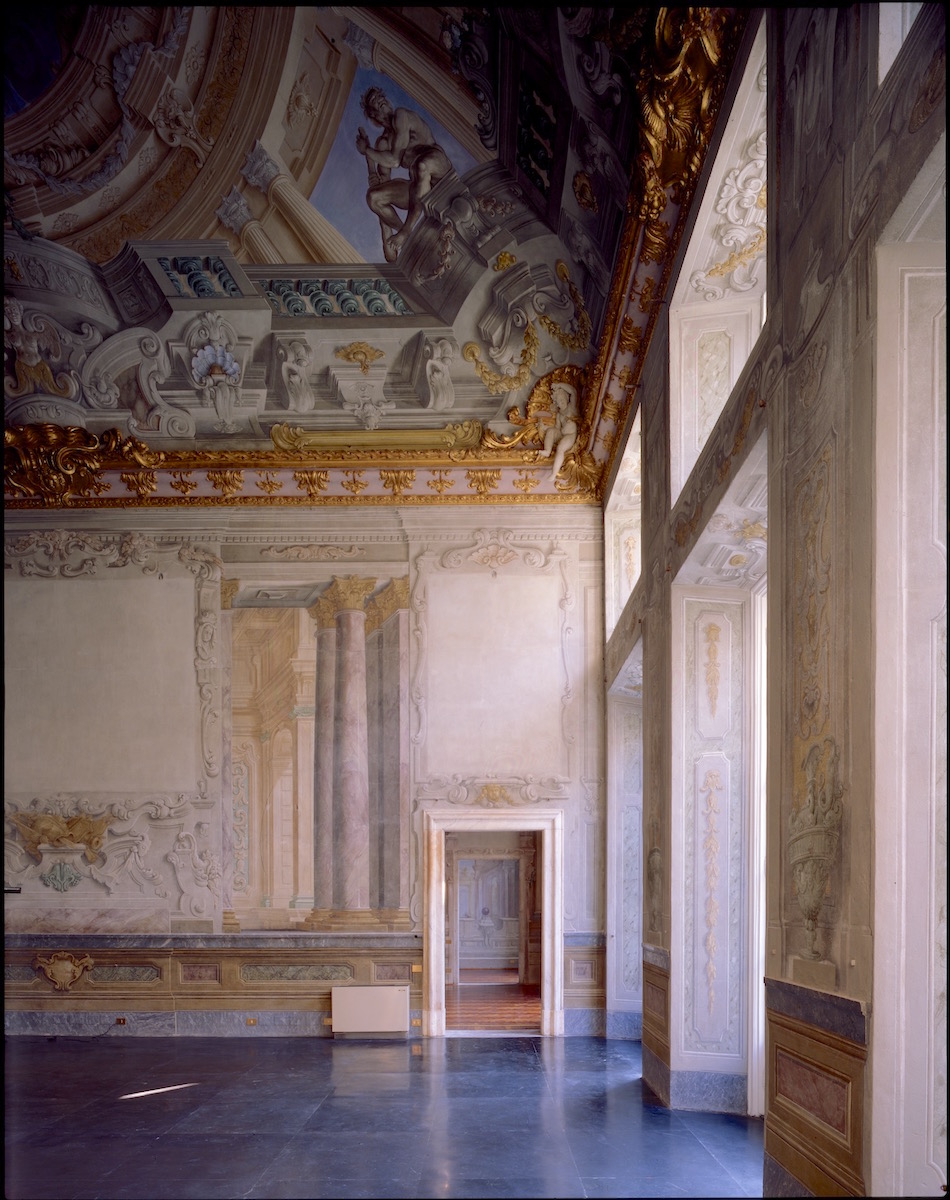
Interno
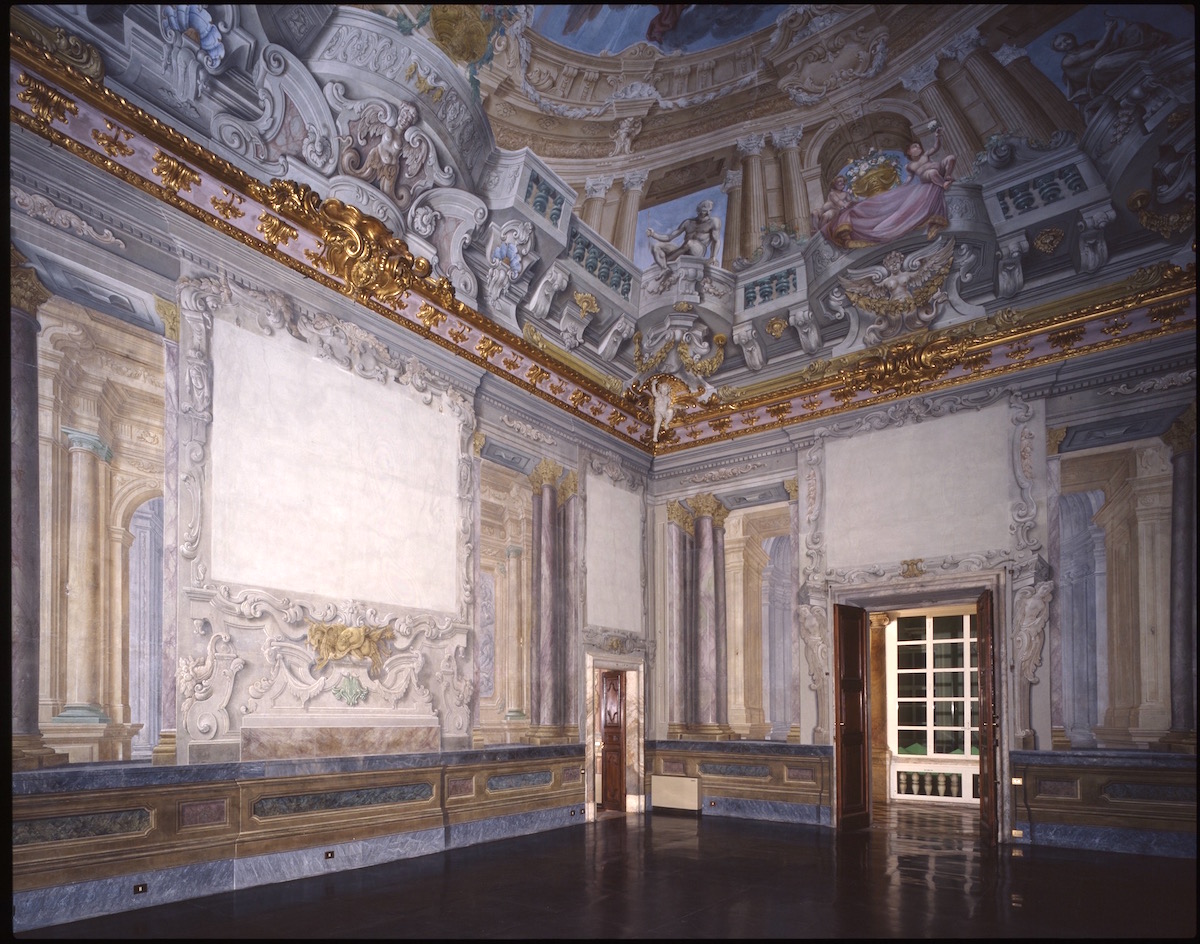
Interno
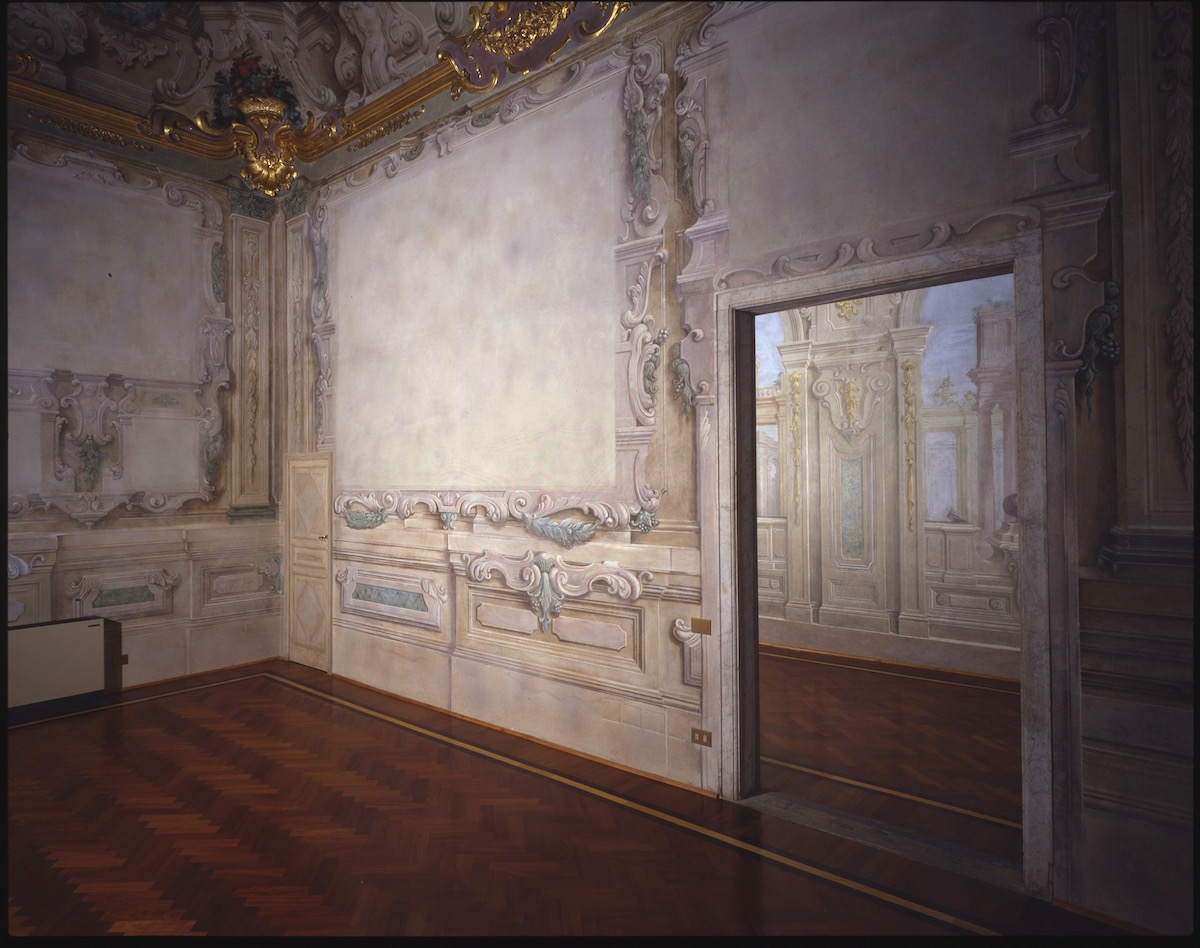
Interno
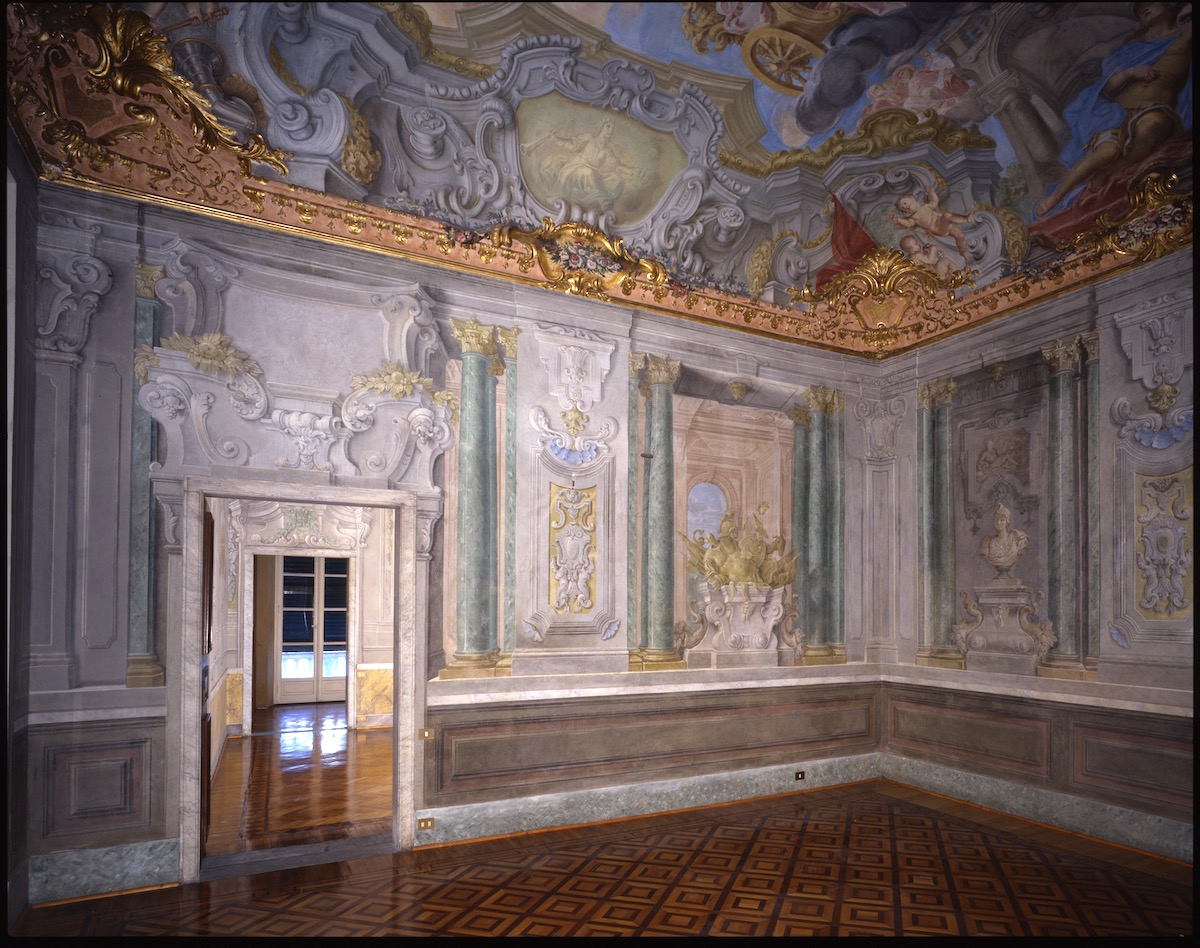
Interno
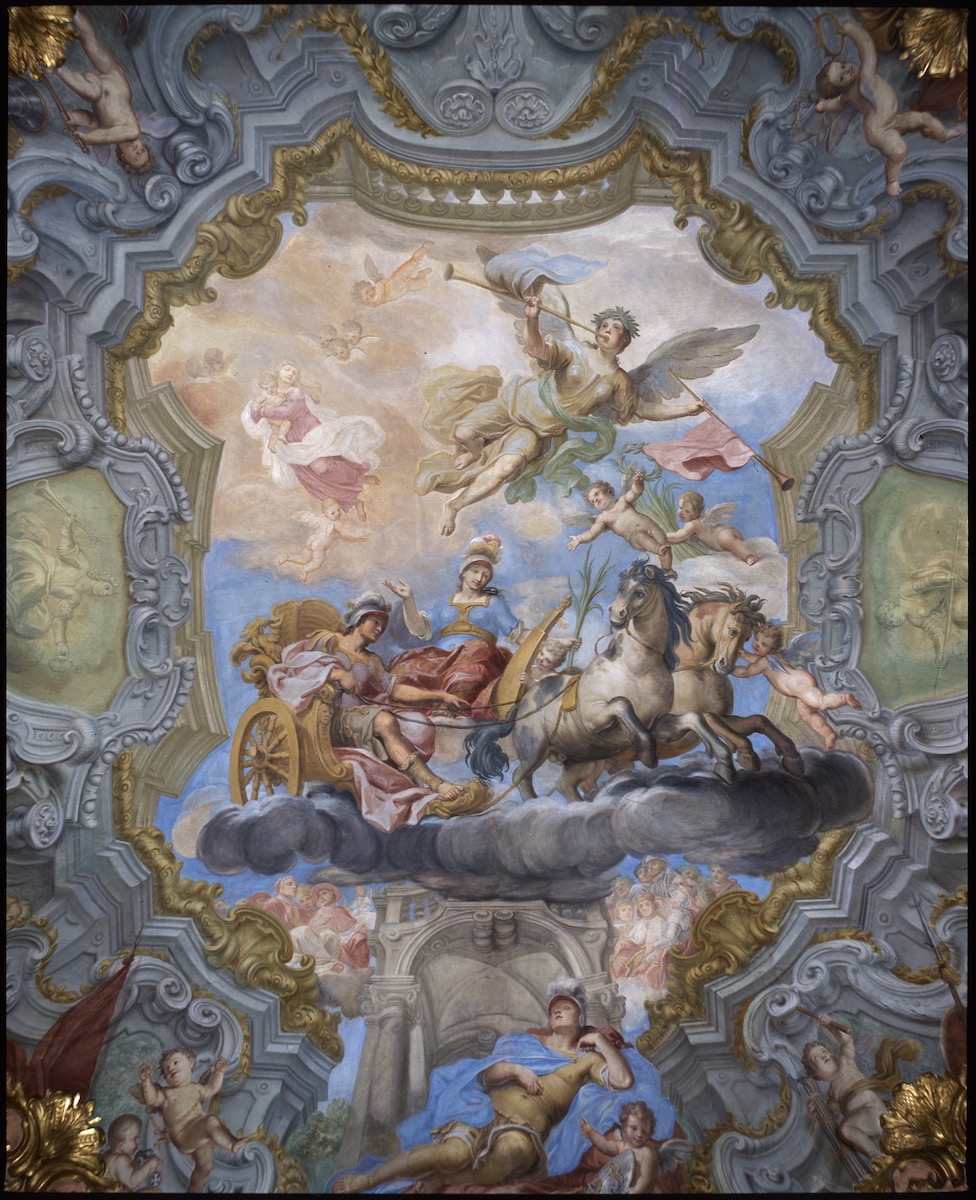
Volta
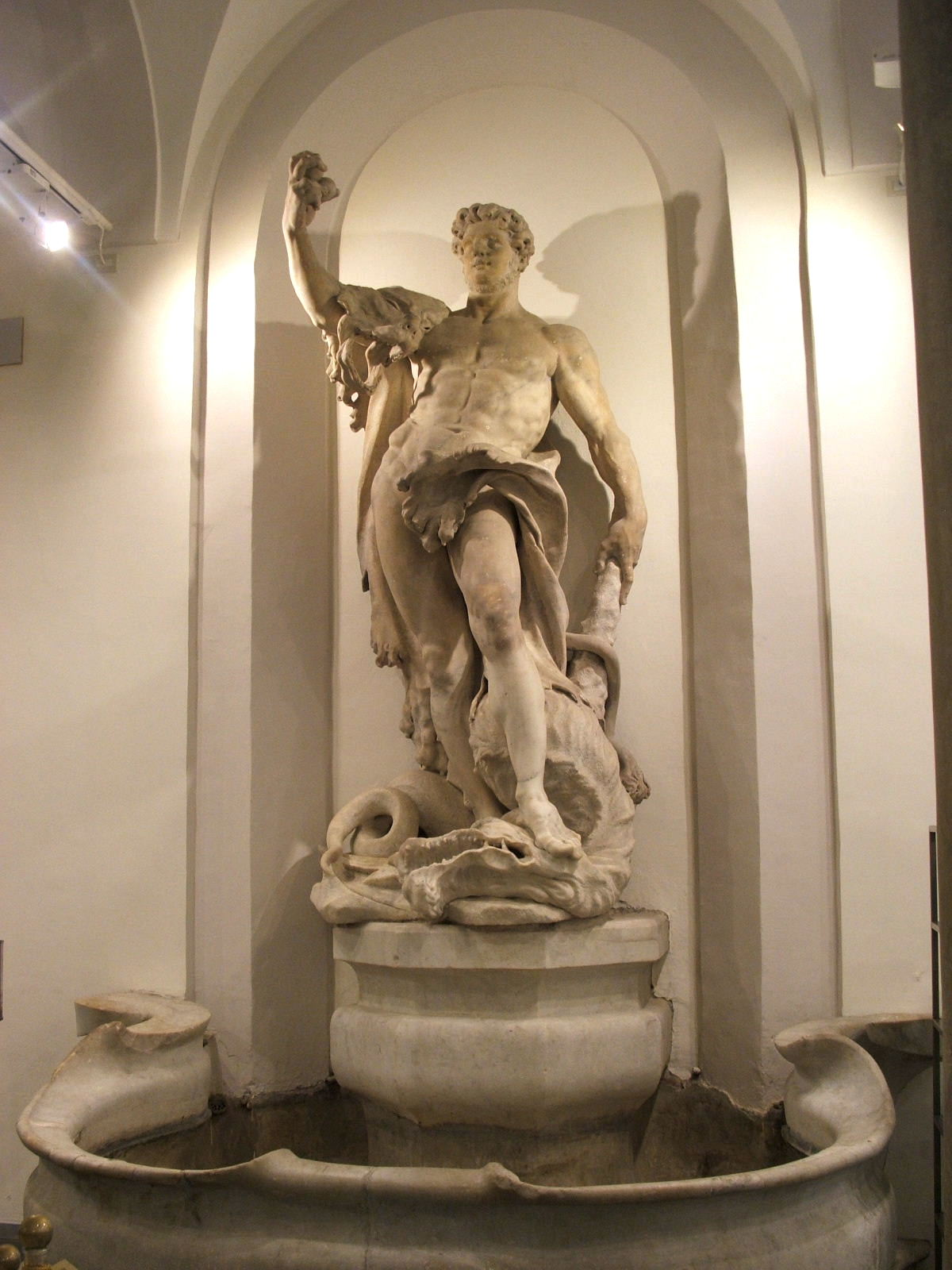
La statua di Ercole
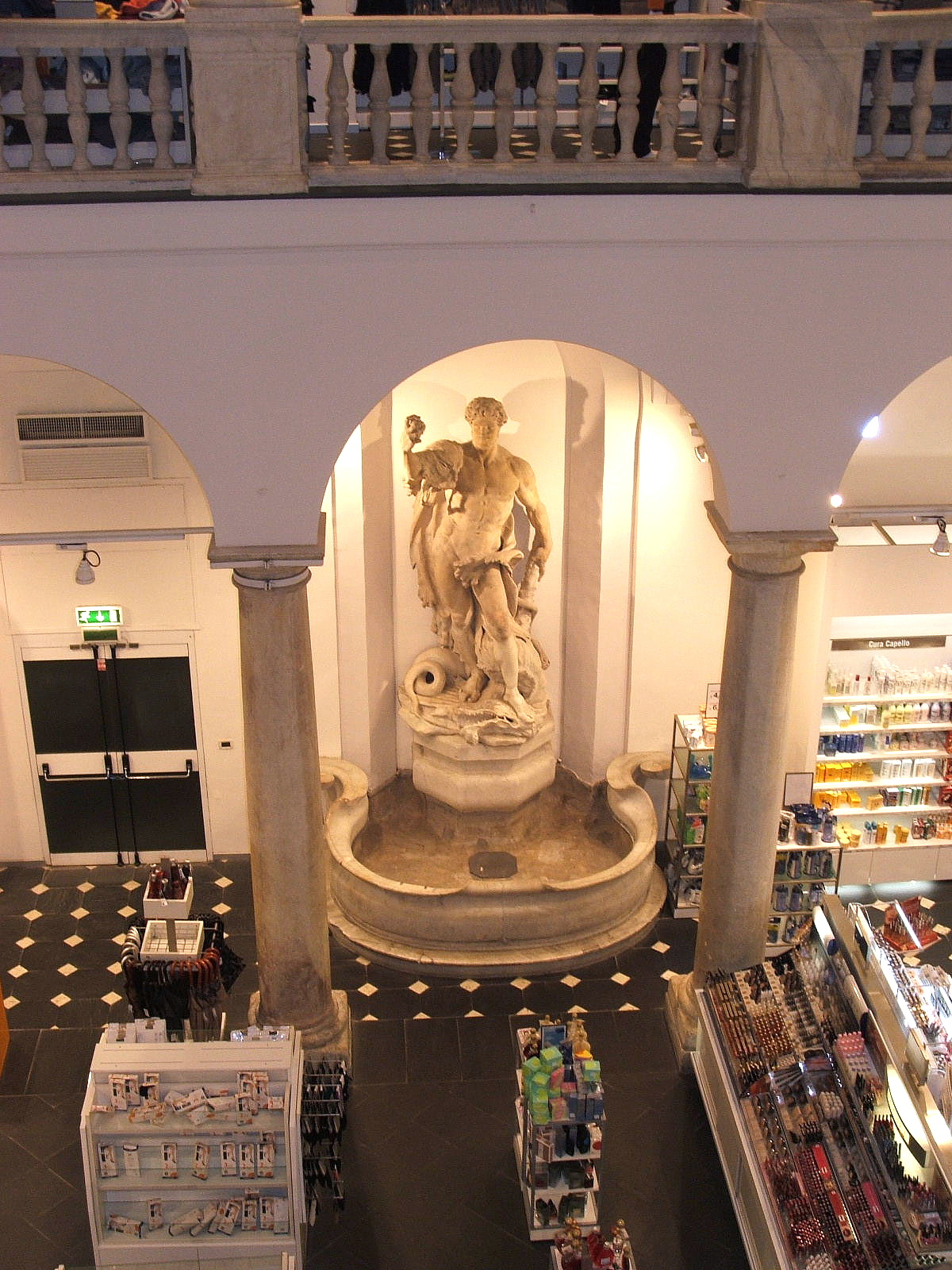
Interni del palazzo
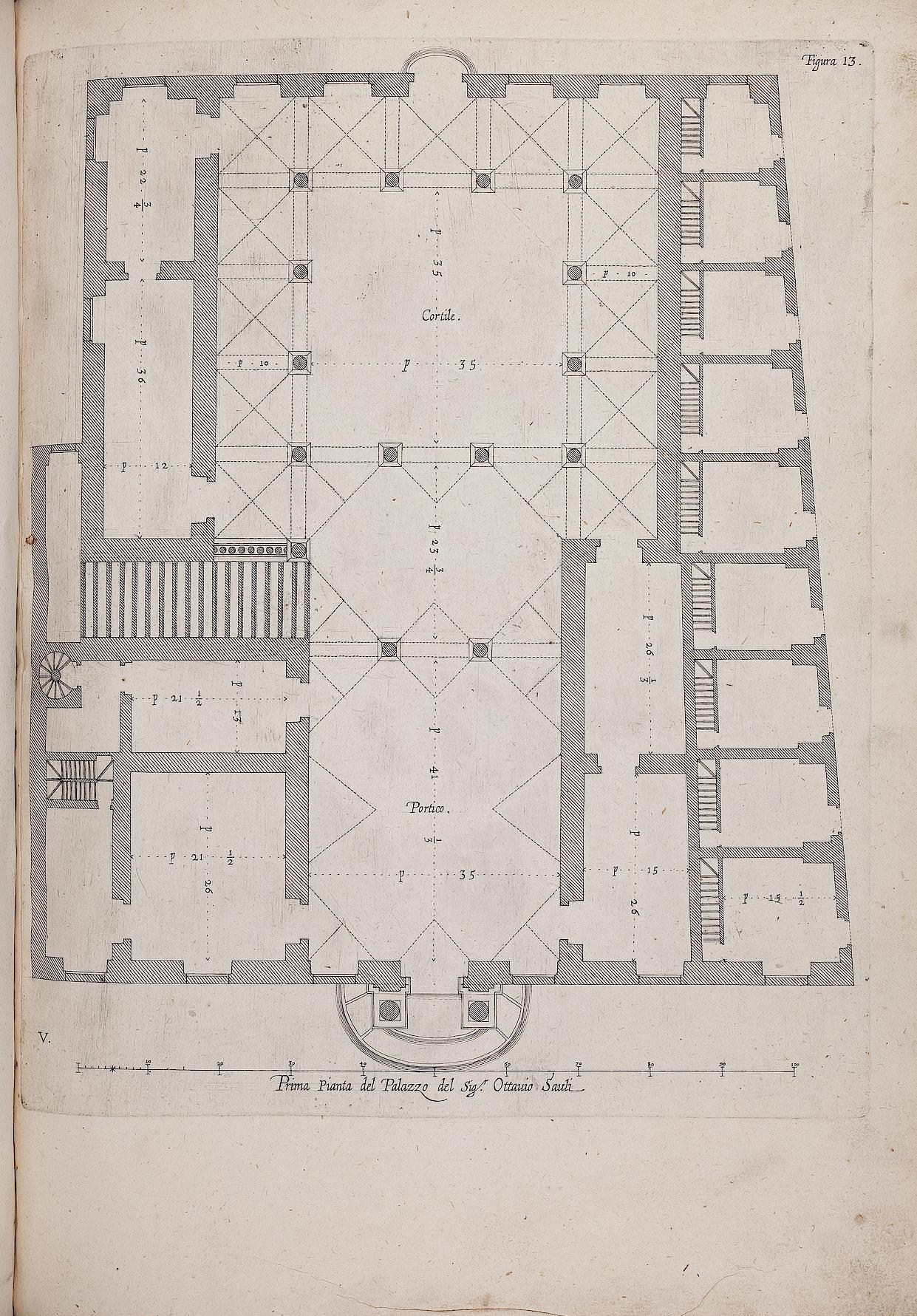
Nei "Palazzi di Genova di P. P. Rubens" indicato come "Palazzo del sig. Ottavio Sauli" - fig. 13, pianta p. T
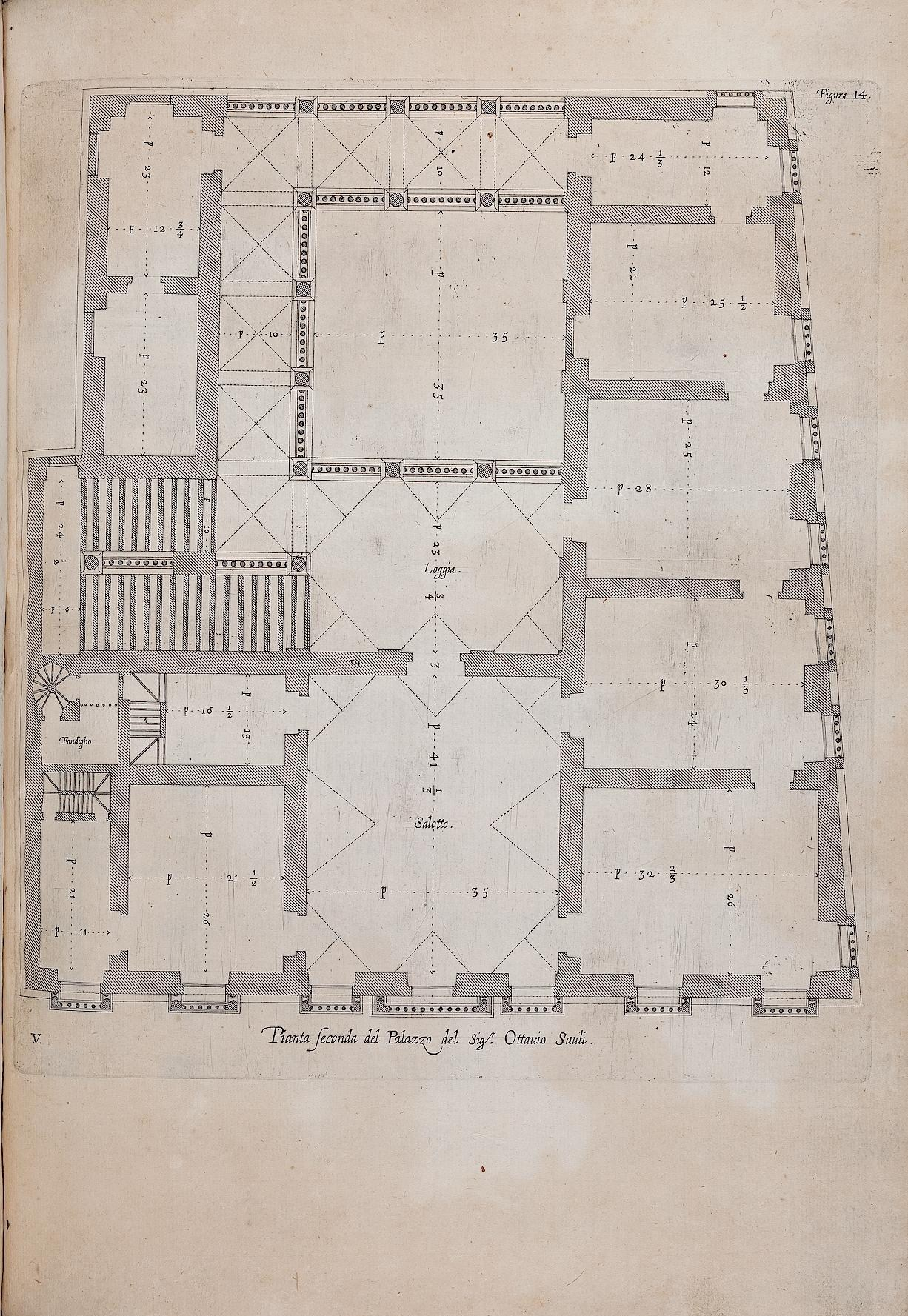
Nei "Palazzi di Genova di P. P. Rubens" indicato come "Palazzo del sig. Ottavio Sauli" - fig. 14, pianta p. 1
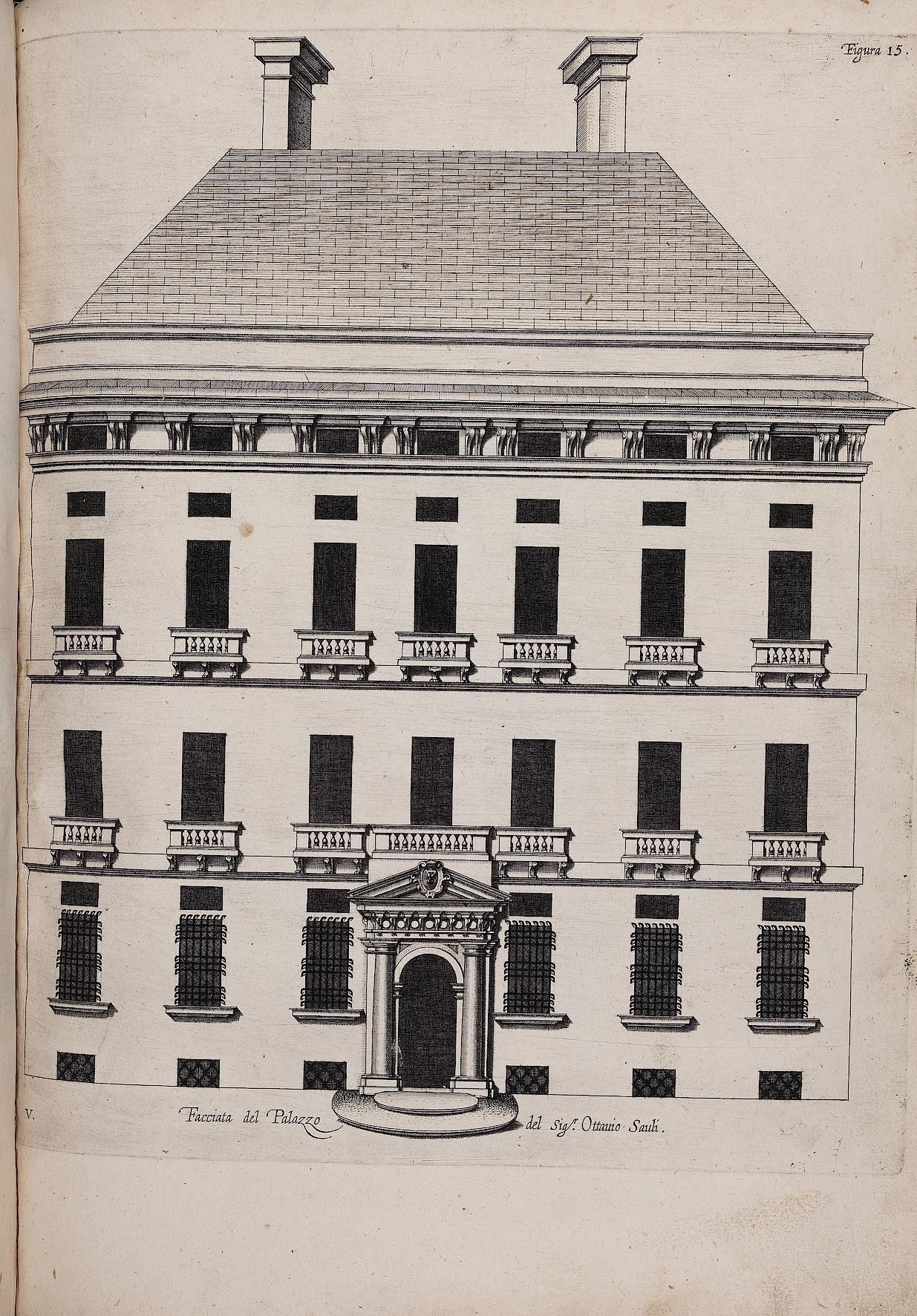
Nei "Palazzi di Genova di P. P. Rubens" indicato come "Palazzo del sig. Ottavio Sauli" - fig. 15, prospetto